# جروم (ویرجینیای غربی)
جروم (به انگلیسی: Jerome) یک منطقهٔ مسکونی در ایالات متحده آمریکا است که در شهرستان مورگان، ویرجینیای غربی واقع شده‌است.